# Mesoperipatus
Mesoperipatus é um género de invertebrado da família Peripatidae.
Este género contém as seguintes espécies:
- Mesoperipatus tholloni